# Petlice

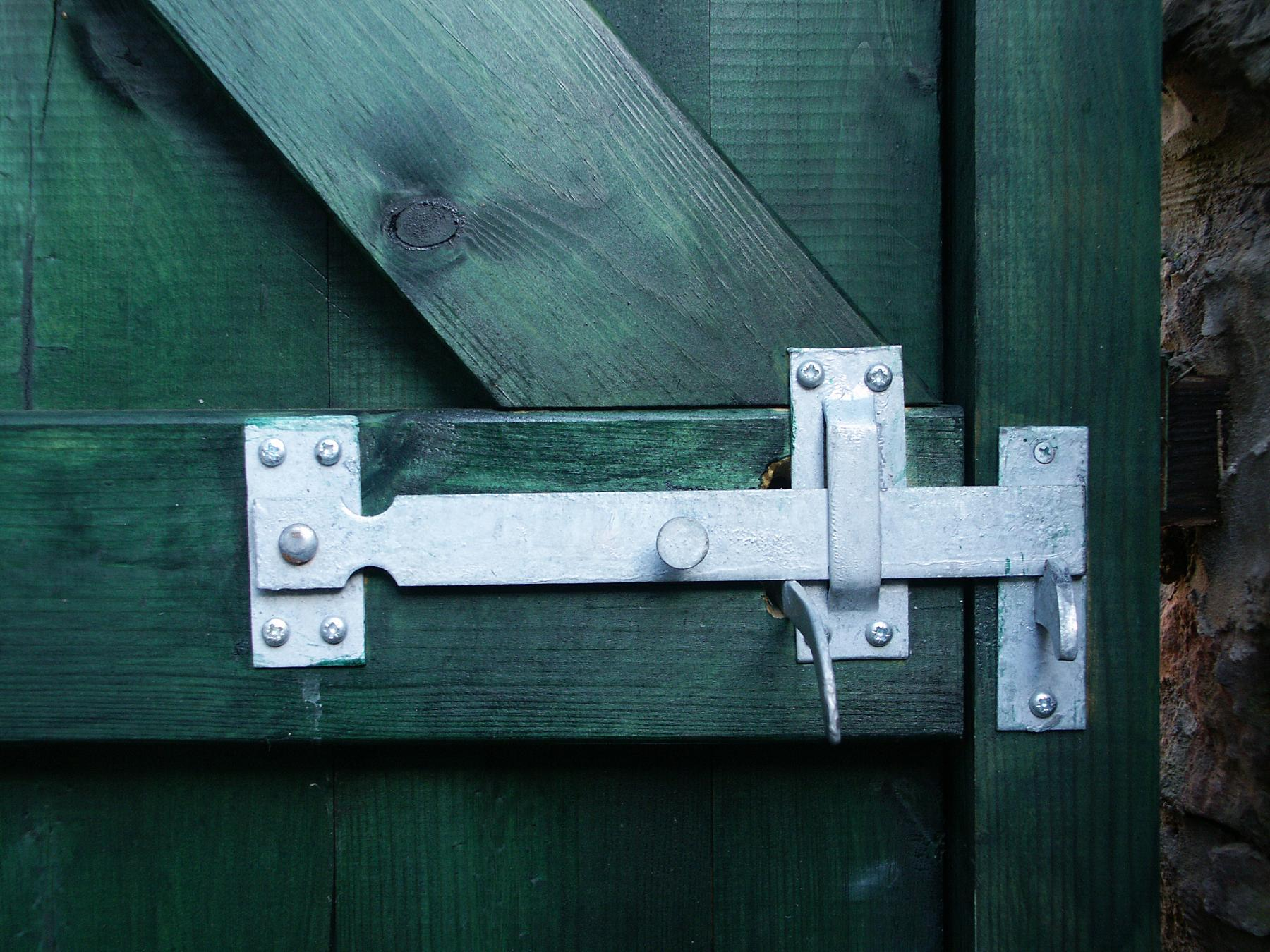
Dveřní petlice

Petlice je jednoduchý mechanismus k zabránění otevření dveří. Obvyklým materiálem pro její výrobu je dřevo nebo kov, existují i varianty s různými kovovými ozdobami. Petlice mívá oko pro visací zámek.